# Amadeus (pel·lícula)
|  | Aquest article tracta sobre Amadeus (pel·lícula). Vegeu-ne altres significats a «Amadeus». |

Amadeus és una pel·lícula de 1984 dirigida per Miloš Forman, basada en el guió escrit per Peter Shaffer, i basat aquest en la seva pròpia obra de teatre homònima, que al seu torn s'inspirà en Mozart i Salieri, una obra curta d'Aleksandr Puixkin (també adaptada en una òpera homònima per Nikolai Rimski-Kórsakov), que es basava en una versió molt lliure de les vides dels compositors Wolfgang Amadeus Mozart i Antonio Salieri. Ha estat doblada al català.

## Argument

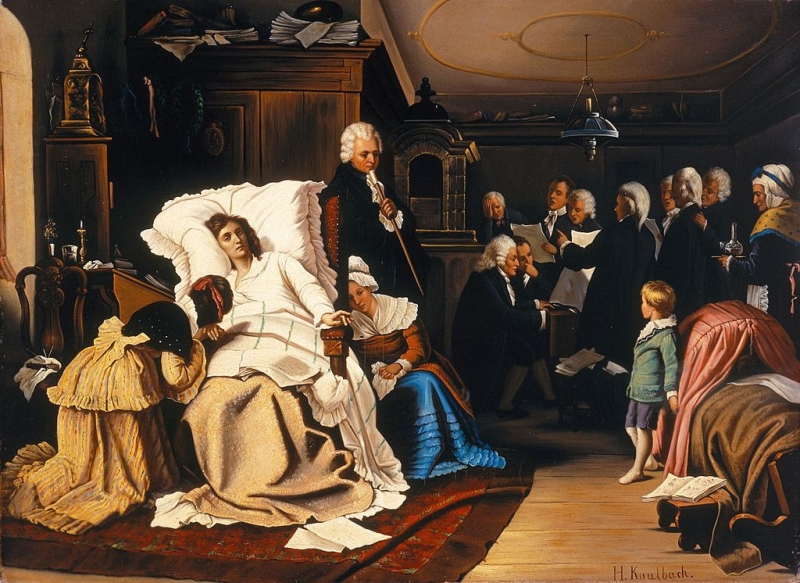
Mozarts letzte Tage ("Últims dies de Mozart") de Hermann von Kaulbach (1873).

Antonio Salieri és el músic més destacat de la cort de l'emperador Josep II d'Àustria. Entregat completament a la música, li promet a Déu humilitat i castedat si, a canvi, manté els seus dots musicals d'excepció. Durant algun temps creu que el seu vot ha estat escoltat però, l'arribada a la cort d'un jove anomenat Wolfgang Amadeus Mozart, el relega a un segon pla. Irritat per la pèrdua de protagonisme, farà tot el possible per a arruïnar la carrera del jove músic. Mentrestant, Mozart sorprèn a tots amb els seus excepcionals dots musicals i les seves capritxoses excentricitats.

## Crítica
L'adaptació cinematogràfica de la seva obra feta pel mateix Peter Shaffer, juga amb dos trumfos. El primer és el de contar el drama sencer des del punt de vista de Salieri, com una confessió d'un pobre suïcida embogit a un jove capellà en un manicomi de Viena. Tal estratagema suavitza, encara que no justifica, les moltes llicències amb la veritat històrica -i la presumpció que Salieri va enverinar Mozart no és la menor- perquè, finalment és un boig qui parla. I li val a la pel·lícula la seva millor escena, aquella en la qual Mozart, en el seu llit de mort, dicta febrilment les notes del seu Rèquiem al seu mortal enemic.
El segon trumfo, és la música, utilitzada amb profusió, gust i intel·ligència, i que cobra a la pantalla una força que mai podria tenir en l'escena. I no únicament perquè permeti una sumptuosa reconstrucció de representacions de El rapte en el serrall, Les noces de Fígaro, Don Giovanni i La flauta màgica, sinó perquè la música s'erigeix en instrument dramàtic -les injúries de Mozart a Salieri són musicals i constitueix la més contundent prova de convicció del geni mozartià.-

## Repartiment
- Tom Hulce: Wolfgang Amadeus Mozart
- F. Murray Abraham: Antonio Salieri
- Elizabeth Berridge: Constanze Mozart
- Roy Dotrice: Leopold Mozart
- Simon Callow: Emanuel Schikaneder
- Christine Ebersole: Caterina Cavalieri
- Jeffrey Jones: Josep II d'Àustria
- Charles Kay: Comte Franz Orsini-Rosenberg
- Kenneth McMillan: Michael Schlumberg
- Barbara Bryne: Frau Weber
- Roderick Cook: Comte Johann Kilian Von Strack
- Milan Demjaneko: Karl Mozart
- Peter DiGesu: Francesco Salieri
- Richard Frank: Pare Vogler
- Patrick Hines: Mestre de capella Giuseppe Bonno
- Nicholas Kepros: Arquebisbe Colloredo
- Jonathan Moore: Baró Gottfried Van Swieten
- Cynthia Nixon: Lorl
- Vincent Schiavelli: Majordom de Salieri
- Douglas Seale: Comte Arco
- Kenny Baker: Paròdia del Comendatari

## Premis i nominacions

### Premis
- 1985: Oscar a la millor pel·lícula per Saul Zaentz[4]
- 1985: Oscar al millor director per Milos Forman[4]
- 1985: Oscar al millor actor per F. Murray Abraham[4]
- 1985: Oscar al millor guió adaptat per Peter Shaffer[4]
- 1985: Oscar a la millor direcció artística per Patrizia von Brandenstein i Karel Cerný[4]
- 1985: Oscar al millor vestuari per Theodor Pistek[4]
- 1985: Oscar al millor so per Mark Berger, Thomas Scott, Todd Boekelheide i Christopher Newman[4]
- 1985: Oscar al millor maquillatge per Paul LeBlanc i Dick Smith[4]
- 1985: Globus d'Or a la millor pel·lícula dramàtica
- 1985: Globus d'Or al millor director per Milos Forman
- 1985: Globus d'Or al millor actor dramàtic per F. Murray Abraham
- 1985: Globus d'Or al millor guió per Peter Shaffer
- 1985: César a la millor pel·lícula estrangera
- 1986: BAFTA a la millor fotografia per Miroslav Ondrícek
- 1986: BAFTA al millor muntatge per Nena Danevic i Michael Chandler
- 1986: BAFTA al millor maquillatge per Paul LeBlanc i Dick Smith
- 1986: BAFTA al millor so per John Nutt, Christopher Newman i Mark Berger

### Nominacions
- 1985: Oscar al millor actor per Tom Hulce
- 1985: Oscar a la millor fotografia per Miroslav Ondrícek
- 1985: Oscar al millor muntatge per Nena Danevic i Michael Chandler
- 1985: Globus d'Or al millor actor dramàtic per Tom Hulce
- 1985: Globus d'Or al millor actor secundari per Jeffrey Jones
- 1986: BAFTA a la millor pel·lícula
- 1986: BAFTA al millor actor per F. Murray Abraham
- 1986: BAFTA al millor guió adaptat per Peter Shaffer
- 1986: BAFTA al millor disseny de producció per Patrizia von Brandenstein
- 1986: BAFTA al millor vestuari per Theodor Pistek